# حرکت گازانبری
حرکت گازانبری نوعی مانور نظامی می‌باشد که در آن نیروها از دوسمت آرایش نیروهای دشمن به آن حمله می‌کنند. این عملیات معمولاً هنگامی که نیروی مقابل در تهاجم به مرکز لشکر باشد انجام می‌گردد. در این هنگام نیروهای خودی به دو سمت نیروی دشمن حرکت کرده آن را به محاصره خود درمی‌آورند. همزمان برای جلوگیری از هدف قرار گرفتن واحدها گروه دومی از آنها به فواصل دورتری از دوطرف حرکت می‌کنند.

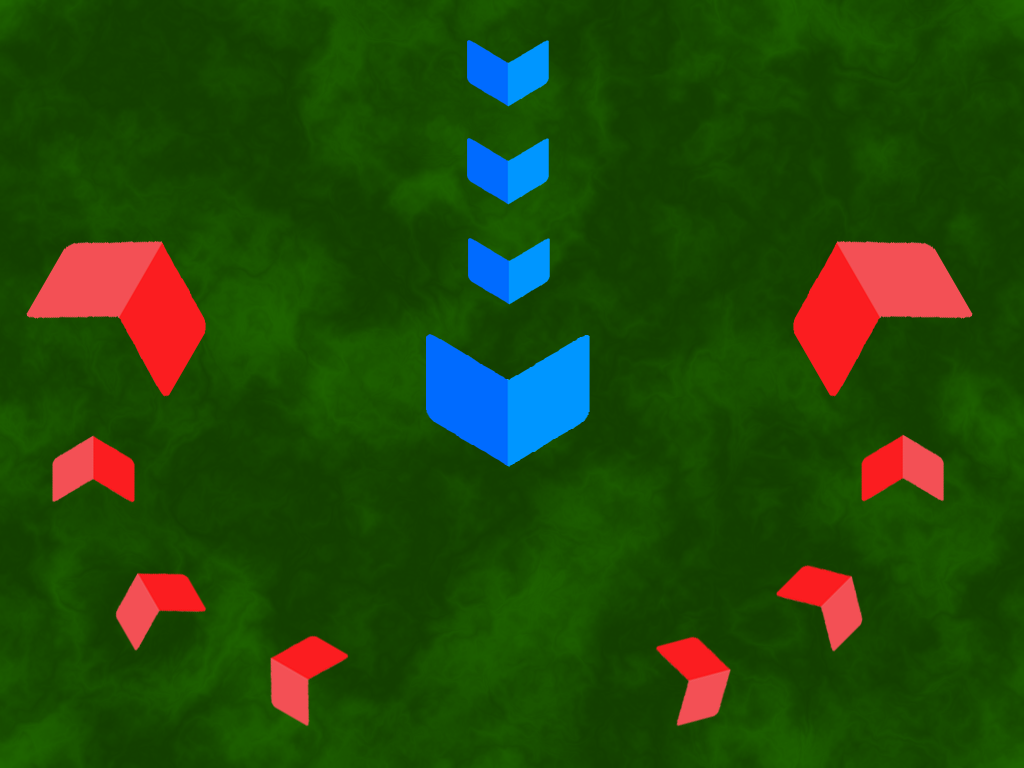
حرکت گازانبری که در آن نیروهای قرمز از دو طرف مثل انبر نیروهای در حال پیش روی آبی را احاطه می‌کنند.